# Čarići
Čarići (cyr. Чарићи) – wieś w Bośni i Hercegowinie, w Republice Serbskiej, w gminie Kneževo. W 2013 roku liczyła 150 mieszkańców.